# 懷特奧克 (密蘇里州)
懷特奧克（英語：White Oak）是位於美國密蘇里州鄧克林縣的普查規定居民點。

## 歷史
懷特奧克的郵局自1891年營運至今。

## 人口
根據2020年美國人口普查的數據，懷特奧克的面積為0.33平方千米，皆為陸地。當地共有人口101人，而人口密度為每平方千米306.06人。